# Pauline Pousse
Pour les articles homonymes, voir Pousse.
Pauline Pousse (née le 17 septembre 1987 à Longjumeau) est une athlète française spécialiste du  lancer du disque.

## Carrière
Quintuple vice-championne de France de 2010 à 2015 (à l'exception de 2011), Pauline Pousse connaît une véritable progression en 2016 où elle améliore son record de près de 3 mètres et notamment son meilleur jet à 62,68 m à l'occasion des Championnats de France où elle réalise les minima pour les Jeux olympiques de Rio après avoir établi les minima pour les Championnats d'Europe d'Amsterdam plus tôt dans la saison. Elle n'est devancée que par Mélina Robert-Michon (63,40 m).
Le 10 juillet 2016, elle se classe 8e des Championnats d'Europe d'Amsterdam avec 59,62.
En 2018, elle remporte les championnats de France Élite. m.

## Palmarès

### International
| Date | Compétition                          | Lieu           | Résultat | Marque  |
| ---- | ------------------------------------ | -------------- | -------- | ------- |
| 2013 | Jeux méditerranéens                  | Mersin         | 4e       | 53,37 m |
| 2013 | Jeux de la Francophonie              | Nice           | 3e       | 53,07 m |
| 2016 | Coupe d'Europe hivernale des lancers | Arad           | 2e       | 58,24 m |
| 2016 | Championnats d'Europe                | Amsterdam      | 8e       | 59,62 m |
| 2016 | Jeux olympiques                      | Rio de Janeiro | 13e      | 58,98 m |
| 2017 | Coupe d'Europe hivernale des lancers | Grande Canarie | 4e       | 58,57 m |

### National
- Championnats de France « élite » :
  - Championne de France du lancer du disque en 2018
  - 8 fois deuxième du lancer du disque : 2010, 2012, 2013, 2014, 2015, 2016, 2017 et 2019

### Records personnels
| Épreuve          | Performance | Lieu   | Date         |
| ---------------- | ----------- | ------ | ------------ |
| Lancer du disque | 62,68 m     | Angers | 25 juin 2016 |